# Орден Кароля I
Орден Кароля I (рум. Ordinul „Carol I”) – высшая государственная награда Королевства Румыния.

## История
Орден основал и назвал в свою честь король Румынии Кароль I 10 мая 1906 года в честь 40-летия своего правления. Целью создания ордена было определено вознаграждение поданных Румынского Королевства и иностранных граждан за заслуги перед государством и королём, либо за особые заслуги перед лично монархом.
В 1947 году, с отменой монархии в Румынии, орден Кароля I был упразднён как государственная награда, но сохранился как династическая награда королевского дома Румынии.

## Степени
Орден имел четыре класса:
- Кавалер Орденской цепи
- Кавалер Большого креста – знак ордена на чрезплечной ленте и звезда на левой стороне груди.
- Гранд-офицер – знак ордена на шейной ленте и звезда на левой стороне груди.
- Командор – знак ордена на шейной ленте.

## Описание

### Орденская цепь

Орденская цепь

Цепь ордена состоит из чередующихся звеньев, соединённых между собой двойными цепочками. Звенья в виде золотых монограмм Кароля I и картушей с изображением цветной эмалью гербов исторических земель, входящих в состав Румынского королевства и изображённых на государственном гербе:
| Валахия | Буковина | Династический герб Гогенцоллерн-Зигмаринген | Олтения | Добруджа |
|         |          |                                             |         |          |

Центральное звено в виде короны Румынии, к которому крепится знак ордена. Цепь соединяется при помощи пряжки в виде валашского орла.

### Знак
Знак ордена представляет собой крест красной эмали с трилисниками на концах и сияющими штралами между перекладин, с наложенным на него валашским коронованным орлом расправившим горизонтально крылья, держащим в лапах меч и скипетр. На груди орла позолоченный медальон с изображением профиля Кароля I над двумя лавровыми ветвями. Под медальоном золотая лента с девизом ордена синими буквами: «PRIN STATORNICIE LA ISBINDA» («Через упорство — к победе», в старой румынской орфографии). Знак коронован королевской короной.
Реверс знака красной эмали в центре несёт круглый медальон с широкой каймой синей эмали. В медальоне на красной эмали золотая монограмма Кароля I. На кайме надпись: «1866 • 10.MAIU • 1906».

### Звезда
Звезда ордена класса Большой крест золотая многолучевая восьмиконечная, формируемая из разновеликих двугранных лучиков мальтийский крест. На звезду наложен валашский коронованный орёл, расправивший горизонтально крылья, держащий в лапах меч и скипетр. На груди орла позолоченный медальон с изображением профиля Кароля I над двумя лавровыми ветвями. Под медальоном золотая лента с девизом ордена синими буквами: «PRIN STATOR NICIE LA ISBINDA».
Звезда ордена класса Гранд-офицер отличается от предыдущей ромбовидной формой, формируемой из множества двугранных лучиков.

### Лента
Лента ордена синего цвета с золотыми полосками по краю, обременённых тонкой красной полоской по центру.

## В геральдике
Знак на орденской цепи традиционно помещался в большом государственном гербе Румынского королевства.